# Хадаркевич Руслан Ісакович
Руслан Ісакович Хадаркевич (біл. Руслан Ісаакавіч Хадаркевіч, нар. 18 червня 1993, Мінськ, Білорусь) — білоруський футболіст, захисник клубу «Шахтар» (Солігорськ).

## Клубна кар'єра
У 2010 році почав грати за клуб «Береза-2010» у Другій лізі, а наступного сезону допоміг команді здобути путівку до першої ліги. На початку 2014 року став гравцем мозирської «Славії», але не зміг закріпитися в команді і влітку залишив її. Незабаром приєднався до «Іслочі», але не зіграв жодного матчу за клуб.
У березні 2015 року підписав контракт зі «Смолевичами-СТІ», в якому вдалося стати ключовим центральним захисником. У січні 2017 року приїхав на перегляд в «Славію» і через три роки знову став гравцем мозирського клубу. Сезон 2017 року розпочав в основному складі на позиції правого захисника, але з липня по жовтень не грав через травму, і тільки після закінчення сезону повернувся на поле. У сезоні 2018 року допоміг «Славії» виграти Першу лігу.
У першій половині 2019 року залишався основним захисником команди. У липні 2019 року залишив «Славію» і став гравцем солігорського «Шахтаря». У 2019 році виходив на поле нерегулярно, а в сезоні 2020 року закріпився у стартовому складі Солігорська та допоміг виграти чемпіонат.
У лютому 2021 року продовжив контракт із «Шахтарем».

### Статистика
| Сезон    | Дивізіон | Клуб                  | Країна   | Матчі | Голи |
| -------- | -------- | --------------------- | -------- | ----- | ---- |
| 2010     | Д3       | «Береза-2010»         | Білорусь | 12    | 0    |
| 2011     | Д3       | «Береза-2010»         | Білорусь | 23    | 0    |
| 2012     | Д2       | «Береза-2010»         | Білорусь | 24    | 1    |
| 2013     | Д2       | «Береза-2010»         | Білорусь | 18    | 0    |
| 2014 (1) | Д2       | «Славія-Мозир»        | Білорусь | 8     | 0    |
| 2014 (2) | Д2       | «Іслоч»               | Білорусь | 0     | 0    |
| 2015     | Д2       | «Смолевичі-СТІ»       | Білорусь | 24    | 0    |
| 2016     | Д2       | «Смолевичі-СТІ»       | Білорусь | 23    | 1    |
| 2017     | Д1       | «Славія-Мозир»        | Білорусь | 13    | 0    |
| 2018     | Д2       | «Славія-Мозир»        | Білорусь | 22    | 0    |
| 2019 (1) | Д1       | «Славія-Мозир»        | Білорусь | 11    | 0    |
| 2019 (2) | Д1       | «Шахтар» (Солігорськ) | Білорусь | 7     | 0    |
| 2020     | Д1       | «Шахтар» (Солігорськ) | Білорусь | 25    | 0    |

## Досягнення
- Білоруська футбольна вища ліга
  -  Чемпіон (2): 2020, 2021
  -  Бронзовий призер (1): 2019

- Перша ліга Білорусі
  -  Чемпіон (1): 2018

- Суперкубок Білорусі
  -  Володар (1): 2021

- У списку 22-ох найкращих футболістів Білорусі: 2020